# 距 (動物)

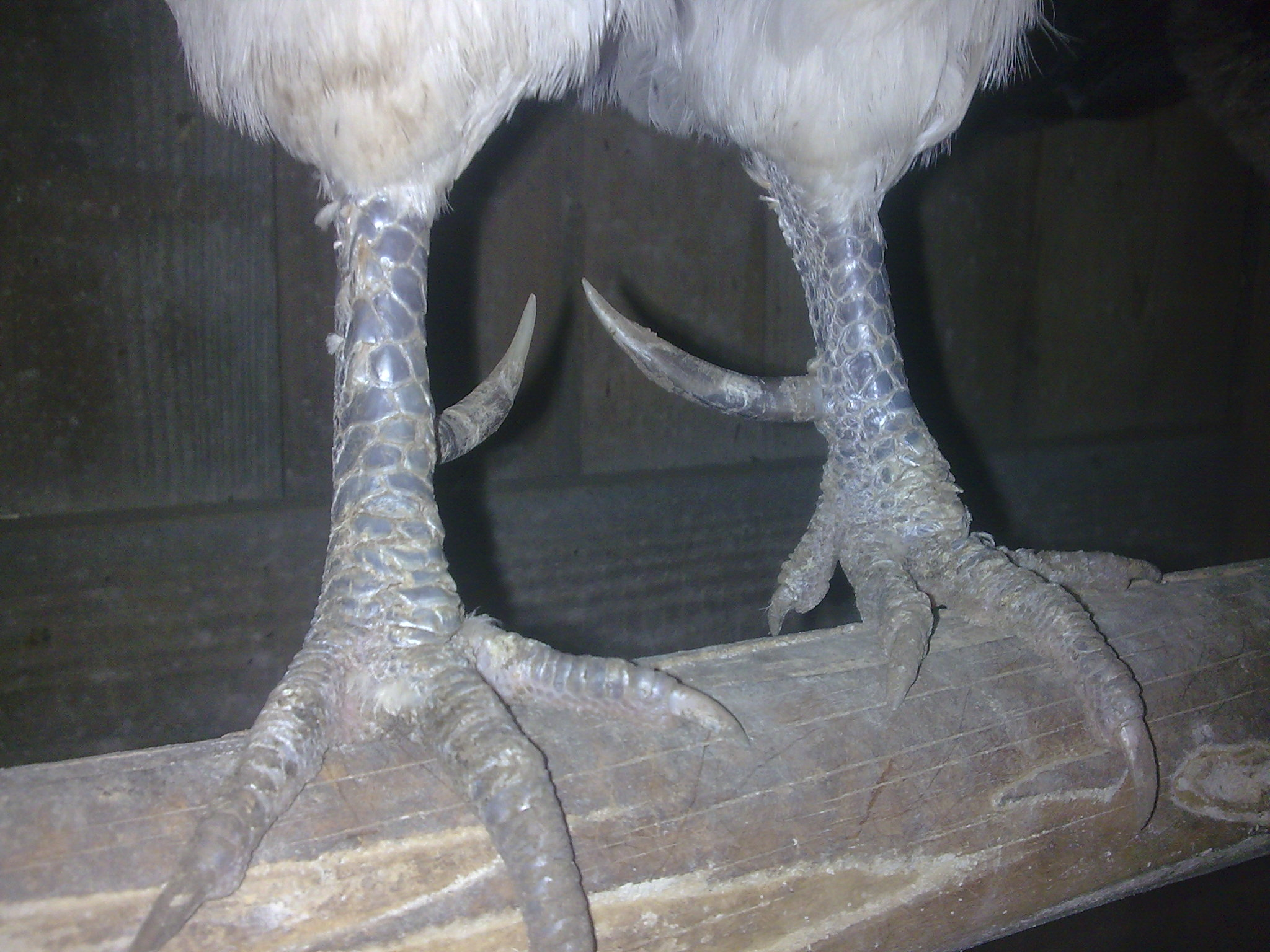
公鸡的距

距是跗跖骨后方突出的骨棍，外面包覆鸟类皮肤衍生的角质鞘，普遍见于鸡形目的鸟，尤以雄鸟的距发达，是繁殖期争夺配偶的武器，结构和功能类似牛、羊的洞角。
一些鸻类、水稚（Hydrophasianus chirurgus）和冠叫鸭（Chauna torquata）的腕掌骨上也着生有角质距，但功能尚不清楚,也许是用以防御。
雄鸟的距随跗跖骨的生长而不断加长，至成熟后停止生长，可以作为雉类早期年龄鉴别的一个参考。雌鸟的距始终保持幼年的状态。